# 向山緑地
向山緑地（むかいやまりょくち）は、愛知県豊橋市向山大池町にある都市公園。緑地の象徴的な存在として向山大池があり、向山大池公園（むかいやまおおいけこうえん）とも呼ばれる。

## 歴史
承応3年（1654年）、三河吉田藩主の小笠原忠知が郡代の長谷川太郎左右衛門に命じて大池（向山大池）を作らせたとされる。大池の水はやがて吉田城の外堀に入り、豊橋城下の下水道や農業用水として用いられた。1888年（明治21年）には本格的な農業用水として牟呂用水が建設され、大池は農業用水としての役目をほぼほぼ終えた。太平洋戦争前の大池には貸しボートがあり、豊橋工兵隊の若い兵隊が乗って遊んだという。
戦前から戦後間もない頃には、今日の交通公園の場所に動物園があった。太平洋戦争後には黒真珠の養殖をしていたこともあるという。1967年（昭和42年）には多目的ホールとして豊橋市民文化会館が開館した。戦後には南端に大池通りが開通し、また池の北側が埋め立てられたため、池の面積は大幅に縮小している。

## 地理
JR豊橋駅から南東に約2キロメートル、国道1号の円六橋交差点の南西すぐに向山緑地がある。豊橋市街地の中央部の台地の上にあり、幹線道路の対角にある飛び地をあわせて緑地を構成している。墓園2.2ヘクタールを除いた面積は17.13ヘクタール。

## 施設

### 南西側
- 向山霊苑 - 豊橋市の市営墓地[5]。豊橋市に5ヶ所ある市営墓地のなかでもっとも多い4,711区画を有する[5]。
- 梅林園 - 29種類約400本の梅が咲く[6]。毎年1月から3月にはうめまつりが開催される[6]。
- 平和の塔 - 1965年（昭和40年）9月建立[7]。日清戦争・日露戦争・太平洋戦争などの戦没者・犠牲者に対する慰霊と恒久平和を願って、終戦20周年記念事業として建立された[7]。1995年（平成7年）8月には終戦50周年を祝って修復されている[8]。

### 北東側
- 向山大池 - 広さは約4万平方メートル[4]。池の周囲には遊歩道が整備され、池の中央部には歩行者用の橋が架かっている。沿岸にはヨシが植栽され、水質浄化設備で水質改善が図られている[4]。かつてはライギョが泳ぎ、水辺にはチョウトンボが飛び交っていた[4]。冬には越冬するカモ類を見ることができる[4]。
- 豊橋市民文化会館 - 1967年（昭和42年）開館。多目的ホールと豊橋市向山図書館。
- 豊橋市交通児童館 - 1969年（昭和44年）開館。1993年（平成5年）リニューアル。

### ギャラリー

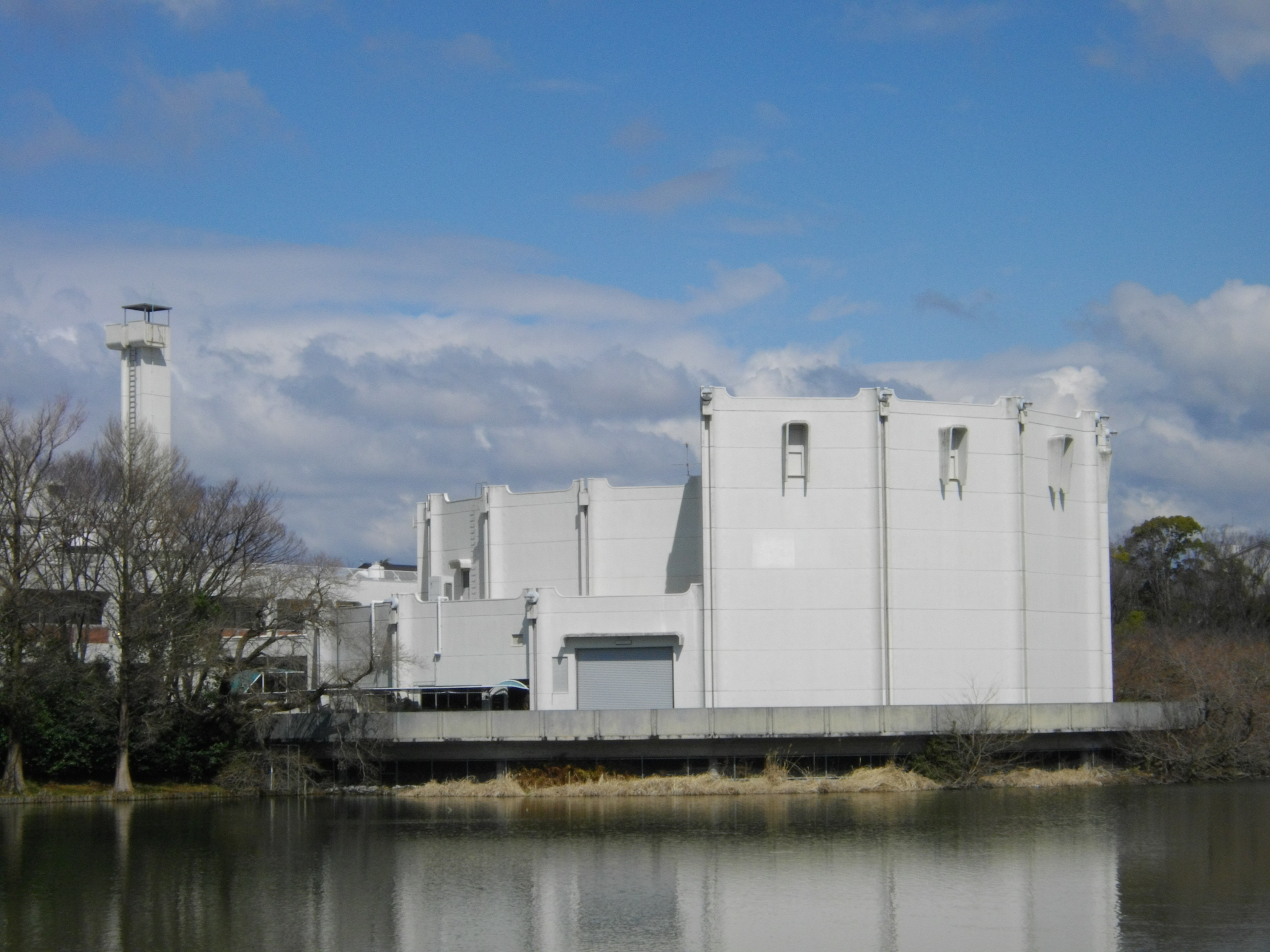
豊橋市民文化会館
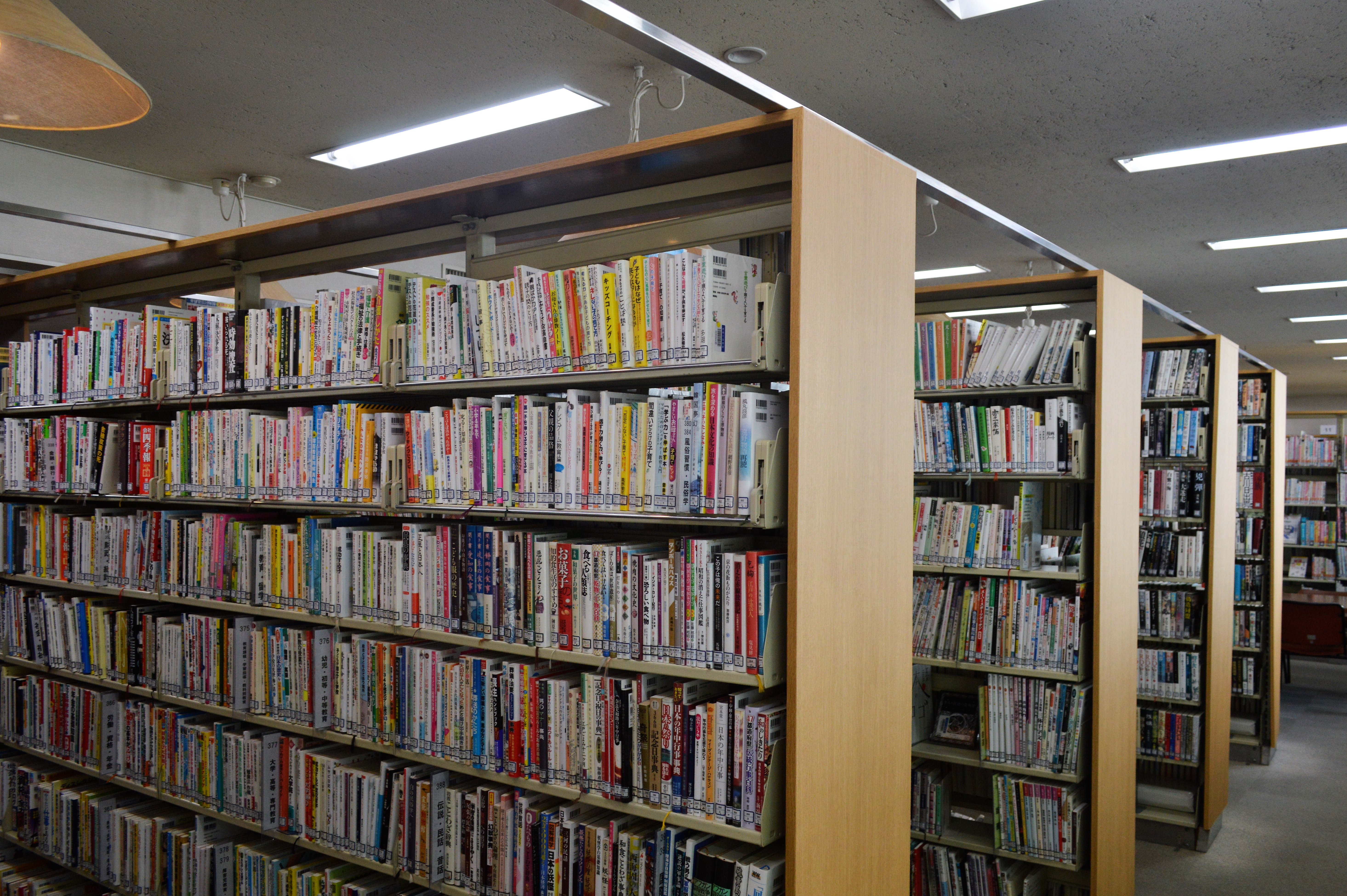
豊橋市向山図書館
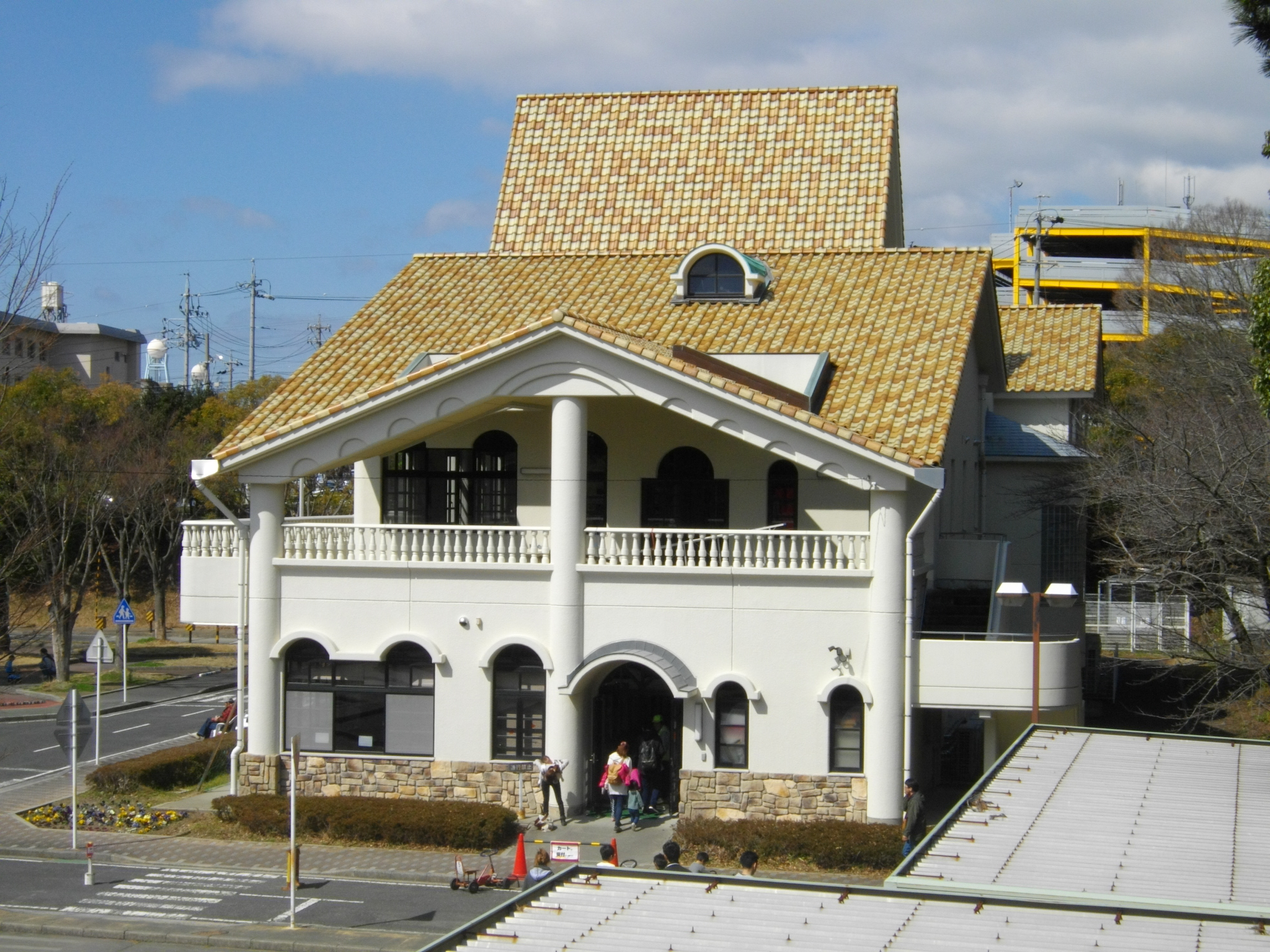
豊橋市交通児童館
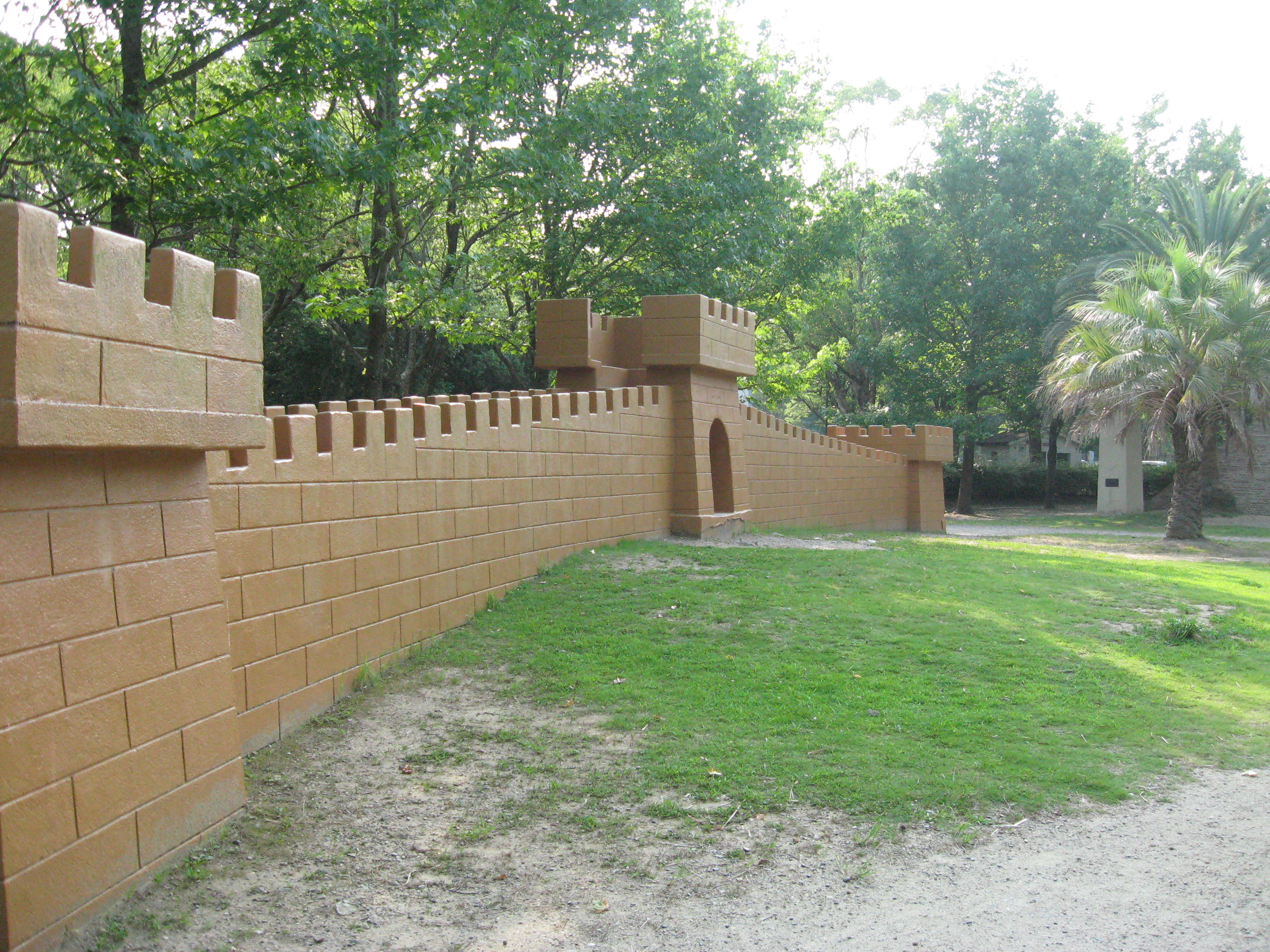
万里の長城を模した遊具

## アクセス
- 豊橋駅前のバスターミナルから豊鉄バス（岩田団地線・西口線・牛川金田線・天伯団地線・飯村岩崎線・天伯団地線）で「台町」停留所下車、徒歩で約3分。

## 周辺の施設
- アピタ向山店
- 愛知県立豊橋東高等学校
- 愛知県立豊橋商業高等学校
- 宝形院
- 豊橋市交通児童館
- 七面神社